# Бонгара (провинция)
Провинция Бонгара́ (исп. Provincia de Bongará) — это одна из семи провинций, образующих департамент Амасонас на северо-востоке Перу. 
На севере граничит с регионом Лорето и провинцией Кондорканки, на востоке — с  провинцией Сан-Мартин, на юге — с провинцией Чачапояс и на западе — с провинциями Луя и Уткубамба.
Площадь провинции — 2870 км².

## Административное деление
Провинция делится на двенадцать районов:
- Валера
- Короша
- Куиспес
- Ректа
- Сан-Карлос
- Флорида
- Хасан
- Хумбилья
- Чискилья
- Чуруха
- Шипасбамба
- Ябрасбамба

## Столица
Административным центром провинции является город Хумбилья.